# Alexander Cataford
Alexander „Alex” Cataford (ur. 1 września 1993 w Ottawie) – kanadyjski kolarz szosowy i torowy.

## Osiągnięcia

### Kolarstwo szosowe
Opracowano na podstawie:

2011
- 1. miejsce w mistrzostwach Kanady juniorów (jazda indywidualna na czas)

2013
- 3. miejsce w mistrzostwach Kanady (jazda indywidualna na czas)

2016
- 2. miejsce w Tour of the Gila
- 2. miejsce w mistrzostwach Kanady (jazda indywidualna na czas)

2018
- 3. miejsce w mistrzostwach Kanady (jazda indywidualna na czas)
- 3. miejsce w Tour of Taihu Lake

### Kolarstwo torowe
Opracowano na podstawie:
2010
- 1. miejsce w mistrzostwach panamerykańskich juniorów (wyścig indywidualny na dochodzenie)

## Rankingi

### Kolarstwo szosowe
| Rok              | 2013 | 2014 | 2015 | 2016 | 2017  | 2018 | 2019  | 2020  |
| ---------------- | ---- | ---- | ---- | ---- | ----- | ---- | ----- | ----- |
| World Ranking    |      |      |      | 557. | 2203. | 568. | 1373. | 1325. |
| UCI Asia Tour    | -    | -    | -    | -    | -     | 129. |       |       |
| UCI America Tour | 342. | -    | 277. | 34.  | 315.  | 81.  | 193.  | 111.  |
|                  |      |      |      |      |       |      |       |       |
| Źródło: UCI      |      |      |      |      |       |      |       |       |